# Stenospermation dictyoneurum
Stenospermation dictyoneurum är en kallaväxtart som beskrevs av Thomas Bernard Croat och Acebey. Stenospermation dictyoneurum ingår i släktet Stenospermation och familjen kallaväxter.
Artens utbredningsområde är Bolivia. Inga underarter finns listade.